# José Luis Abadín
José Luis Abadín Iglesias (Orense, España; 13 de marzo de 1986) es un expiloto español de automovilismo. Fue tercero en la Master Junior Fórmula y en la Copa de España del European F3 Open. 

## Trayectoria

### Karting
A José Luis Abadín le apasionaban los coches desde el momento en que nació. Fue algo que salió de él ya que en su familia no había antecedentes de afición por el automovilísmo. A la corta edad de cinco años su padre le regaló una moto,José Luis Abadín: «Me faltó dinero para llegar a la fórmula 1» y aunque le encantó aquel artilugio, su pasión verdadera eran las cuatro ruedas. No paró en el intento de convencer a sus padres hasta que con trece años logró que le compraran su primer kart. Con la idea paternal de que aquel primer kart fuese un entretenimiento más del niño, comenzó a entrenar con él en el circuito de Godocar de Orense, sin saber nada de mecánica ni de competición. Poco a poco fue comprendiendo como funcionaba todo aquello y comenzó a competir en un campeonato de invierno que se celebraba en Ponferrada, con su familia como aliada en aquella aventura.
Los dos primeros años fueron muy difíciles, ya que el desconocimiento del mundo del karting y de la competición hicieron mella en la trayectoria de José Luis, pero el tomar parte en las carreras del campeonato gallego con material precario y muy pocos medios hizo que el joven piloto se adaptara a su montura y al entorno rápidamente. Entrenó muchas veces con ruedas de seco en lluvia y ello hizo que aprendiese a sentir el karting y la competición de verdad y de esta forma forjar la verdadera base de su trayectoria en el mundo del automovilismo. 
En 2005 con mucho esfuerzo consiguió mejorar el material a utilizar, de esta forma los resultados comenzaron a llegar muy pronto logrando los títulos en Galicia y Castilla y León. No dudó en dar un salto en su carrera, consciente de que era capaz de alcanzar mayores metas, haciendo lo imposible y gracias al apoyo de su familia, para conseguir competir en monoplazas.

### Fórmulas

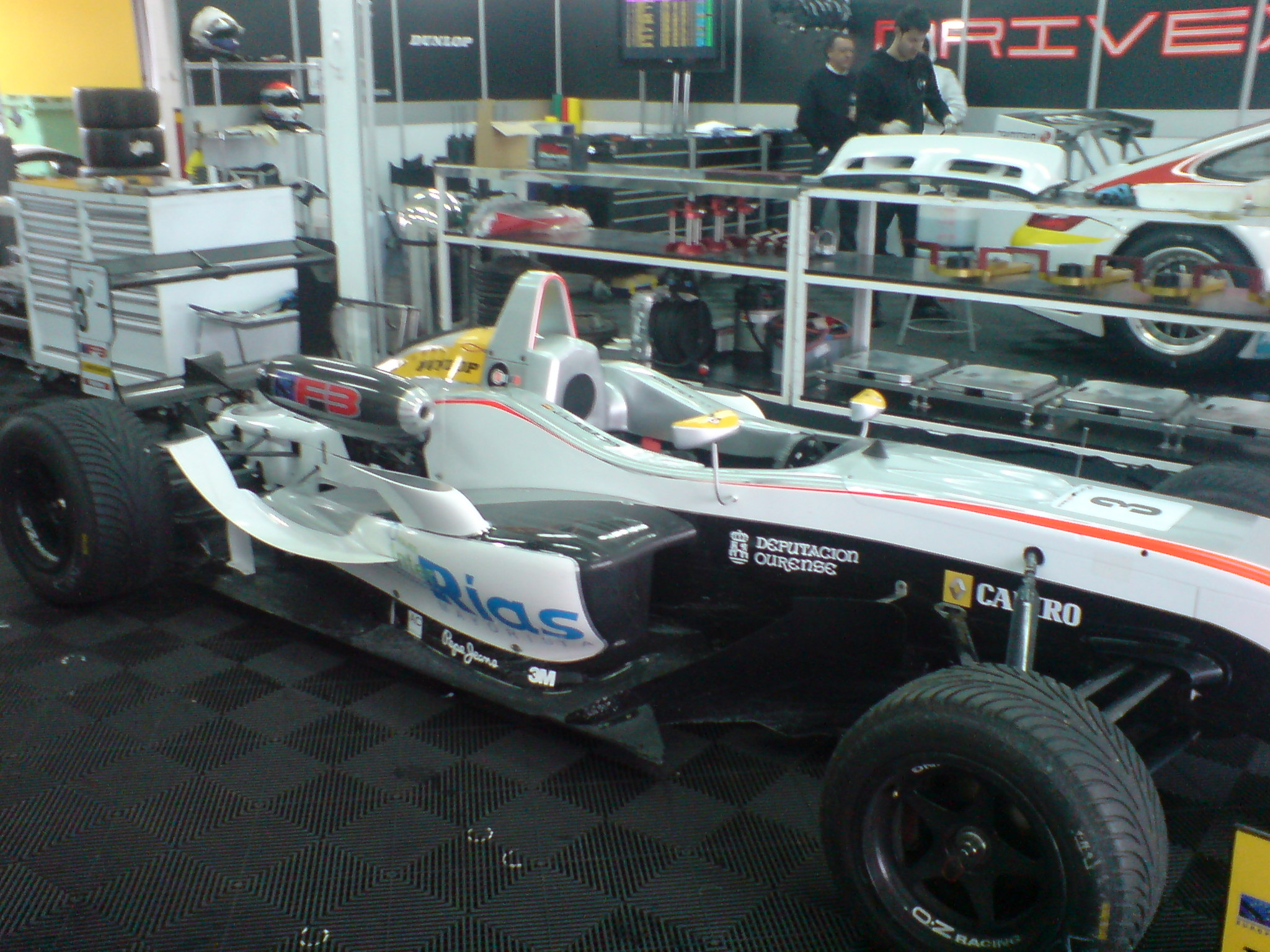
El Drivex (F3) de Abadín en boxes (2010)

En 2006 logró inscribirse en la Master Junior Fórmula. En la tercera prueba logró la 4º plaza, y en la cuarta lideró la carrera más allá del ecuador de la misma. En la sexta estuvo a punto de ocupar la primera plaza, pero un error le retrasó, lo mismo que le ocurrió en las dos pruebas siguientes. Pero el joven gallego ya había demostrado sus buenas maneras en los circuitos, siendo el piloto que más sensación causó en el trazado de Jerez con el piso mojado. La temporada de la confirmación fue el 2007, José Luis logró alcanzar 14 pódiums en 20 carreras disputadas en la Máster Junior Fórmula, logrando alcanzar el tercer puesto final del campeonato, llegó a la última cita del certamen con opciones de alcanzar el campeonato, pero debido a una avería no fue posible. Gracias a estos logros se le abrieron las puertas del Campeonato de España de F3 para disputar la temporada 2008 con el equipo Novo Team.
Termina esa primera temporada vigesimoséptimo tras no lograr puntuar en ninguna carrera y abandonando el programa con aún tres rondas por disputarse. En 2009 disputa casi toda la temporada con Drivex con un coche de la clase Copa, donde termina tercero en la general por detrás de Toño Fernández y Callum MacLeod. Siguió con Drivex la temporada siguiente con un coche de la clase principal, pero por falta de presupuesto tampoco pudo completar la temporada entera. Terminó séptimo con dos podios logrados en el Circuito del Jarama.
.
En el 2011 asciende a la Fórmula 2 pero tampoco la pudo disputar de forma completa ya que primero se perdió una ronda por una gastroenteritis y luego se perdió otras 2 por falta de patrocinadores. Su mejor resultado fue un 10º puesto en Brands Hatch. En 2012 logra disputar las 2 primeras carreras de la temporada y las 2 últimas del European F3 Open. En 2014 reapareció en la Maxi Endurance 32H donde ganó en las clases Cup y Prototipos (ambas con 3 y 2 coches participantes respectivamente) y en 2015 en una ronda la MRF Challenge India.

### Actualidad
Tras dejar la competición profesional en eventos deportivos, trabajó entre 2015 y 2018 como instructor de Ferrari en el complejo del Circuito Yas Marina de Abu Dhabi. Actualmente trabaja como piloto de pruebas de neumáticos en Santa Cruz de la Zarza para la empresa Nokian Tyres.

## Resumen de trayectoria
| Temporada | Series                            | Escudería             | Carreras | Victorias | Poles | VR | Podios | Puntos  | Pos.    |
| --------- | --------------------------------- | --------------------- | -------- | --------- | ----- | -- | ------ | ------- | ------- |
| 2006      | Master Junior Fórmula             | ?                     | ?        | ?         | ?     | ?  | ?      | ?       | 11.º    |
| 2007      | Master Junior Fórmula             | Emilio de Villota.com | 21       | 1         | 0     | 2  | 14     | 316     | 3.º     |
| 2008      | Campeonato de España de F3        | Novo Team ECA         | 11       | 0         | 0     | 0  | 0      | 0       | NC      |
| 2009      | European F3 Open                  | Drivex                | 12       | 0         | 0     | 0  | 0      | 16      | 15.º    |
| 2009      | European F3 Open – Copa de España | Drivex                | 12       | 3         | 0     | 2  | 8      | 76      | 3.º     |
| 2010      | European F3 Open                  | Drivex                | 10       | 0         | 0     | 0  | 2      | 43      | 7.º     |
| 2011      | FIA Fórmula 2                     | MotorSport Vision     | 10       | 0         | 0     | 0  | 0      | 1       | 22.º    |
| 2012      | FIA Fórmula 2                     | Motorsport Vision     | 2        | 0         | 0     | 0  | 0      | 0       | 22.º    |
| 2012      | European F3 Open                  | Drivex                | 2        | 0         | 0     | 0  | 2      | no apto | no apto |
| 2014      | Maxi Endurance 32H                | Bólido Racing         |          |           |       |    |        |         | 4.º     |
| 2015-16   | MRF Challenge Formula 2000        | MRF Racing            | 4        | 0         | 0     | 0  | 0      | 10      | 17.º    |
| Fuente:   |                                   |                       |          |           |       |    |        |         |         |

## Resultados

### F3 Española/European F3 Open
| Temporada | Equipo    | JAR 1 | JAR 2 | SPA 1 | SPA 2 | ALB 1 | ALB 2 | VSC 1 | VSC 2 | VSC (F1) | MAG 1 | MAG 2 | CHE 1 | CHE 2 | JER 1 | JER 2 | CAT 1 | CAT 2 | Pos | Pts |
| --------- | --------- | ----- | ----- | ----- | ----- | ----- | ----- | ----- | ----- | -------- | ----- | ----- | ----- | ----- | ----- | ----- | ----- | ----- | --- | --- |
| 2008      | Novo Team | 17    | Ret   | 14    | 15    | 22    | 19    | Ret   | 15    | 15       | 13    | Ret   |       |       |       |       |       |       | 27º | 0   |

| Temporada   | Equipo | CHE 1 | CHE 2 | JAR 1 | JAR 2 | SPA 1 | SPA 2 | DON 1 | DON 2 | MAG 1 | MAG 2 | MON 1 | MON 2 | JER 1 | JER 2 | CAT 1 | CAT 2 | Pos | Pts |
| ----------- | ------ | ----- | ----- | ----- | ----- | ----- | ----- | ----- | ----- | ----- | ----- | ----- | ----- | ----- | ----- | ----- | ----- | --- | --- |
| 2009        | Drivex |       |       | 16    | 9     | 8     | 11    | 14    | 8     | 6     | 7     | 10    | 7     | 18    | 10    |       |       | 15º | 16  |
| 2009 (Copa) | Drivex |       |       | 5     | 3     | 2     | 3     | 5     | 1     | 2     | 1     | 2     | 1     | 8     | 4     |       |       | 3º  | 73  |

| Temporada | Equipo | CHE 1 | CHE 2 | JAR 1 | JAR 2 | SPA 1 | SPA 2 | MAG 1 | MAG 2 | BRA 1 | BRA 2 | MON 1 | MON 2 | JER 1 | JER 2 | CAT 1 | CAT 2 | Pos | Pts |
| --------- | ------ | ----- | ----- | ----- | ----- | ----- | ----- | ----- | ----- | ----- | ----- | ----- | ----- | ----- | ----- | ----- | ----- | --- | --- |
| 2010      | Drivex | 8     | 4     | 3     | 2     | 5     | 5     |       |       | 8     | Ret   | Ret   | 8     |       |       |       |       | 7º  | 43  |

### FIA Fórmula 2
| Temporada | SIL | SIL | MAG | MAG | SPA | SPA | NÜR | NÜR | BRH | BRH | RBR | RBR | MON | MON | CAT | CAT | Posición | Puntos |
| --------- | --- | --- | --- | --- | --- | --- | --- | --- | --- | --- | --- | --- | --- | --- | --- | --- | -------- | ------ |
| 2011      | 16  | 18  | Ret | 16  | 18  | 11  |     |     | 10  | 15  |     |     |     |     | 15  | 13  | 22º      | 1      |

| Temporada | SIL | SIL | ALG | ALG | NÜR | NÜR | SPA | SPA | BRH | BRH | LEC | LEC | HUN | HUN | MON | MON | Posición | Puntos |
| --------- | --- | --- | --- | --- | --- | --- | --- | --- | --- | --- | --- | --- | --- | --- | --- | --- | -------- | ------ |
| 2012      | 13  | 16  |     |     |     |     |     |     |     |     |     |     |     |     |     |     | 22º      | 0      |